# Oidardis triangularis
Oidardis triangularis là một loài ruồi trong họ Asilidae. Oidardis triangularis được Hermann miêu tả năm 1912. Loài này phân bố ở vùng Tân nhiệt đới.